# Zygopetalum
Zygopetalum (Zygopetalon W.J. Hooker) – rodzaj z rodziny storczykowatych (Orchidaceae). Liczy 14 gatunków. Rośliny w naturze rosną w Ameryce Południowej rozpowszechnione na całym kontynencie. Wiele gatunków i ich mieszańców jest popularnie uprawianych. Gatunkiem typowym jest Zygopetalon mackaii W. J. Hooker.

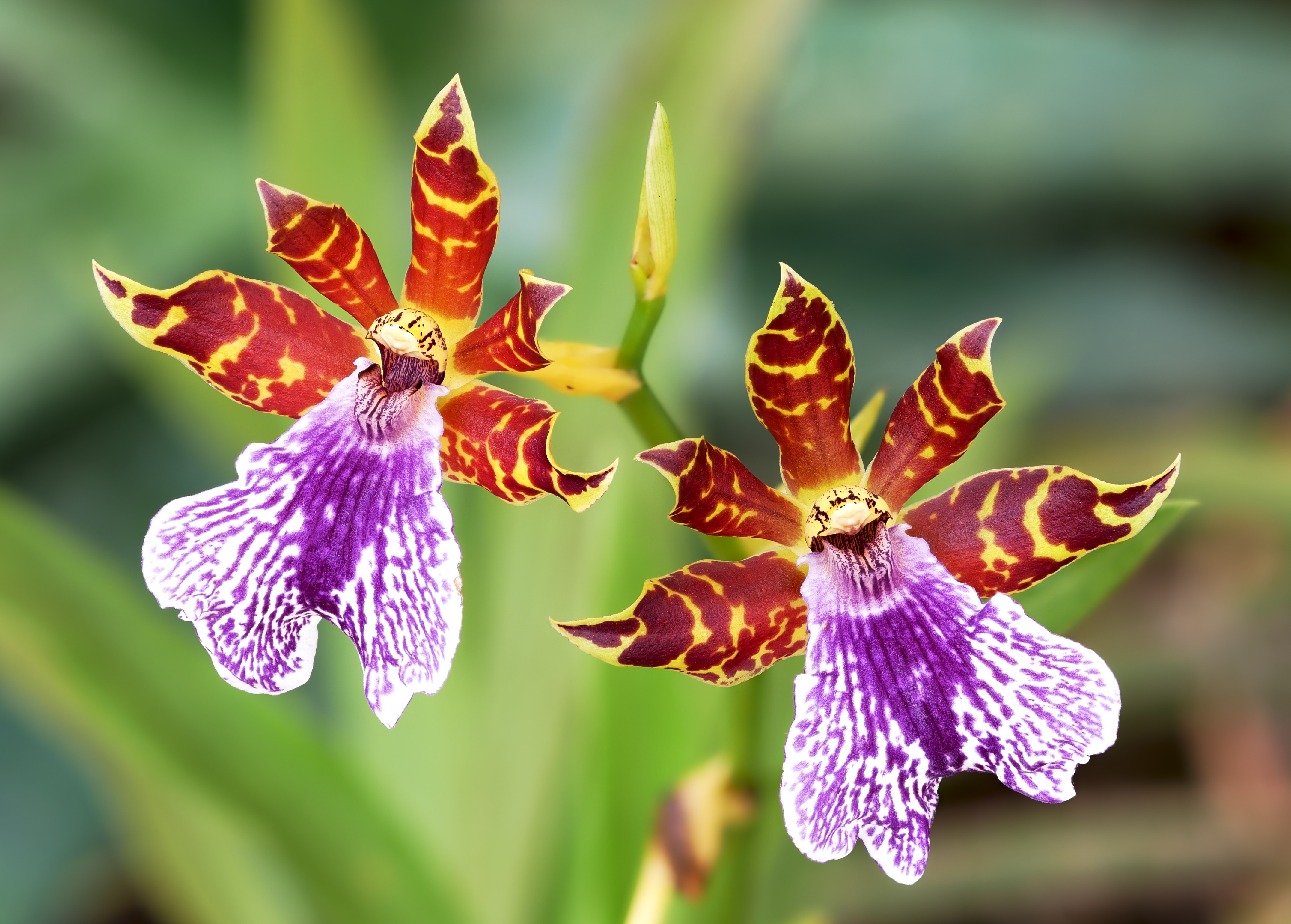
Zygopetalum 'Dunkle Blüte'

## Morfologia
PokrójOsiągają wysokość do ok. 60 cm.
LiściePodłużne, rosnące ku górze, prześwitujące. Czasem wyrastają z pseudobulw. Ciemne plamki na liściach są naturalne, lecz w wypadku wilgotnych kropek jest to atak grzyba.
KwiatyJeden kwiat zawiera 5 podłużnych listków okwiatu i jeden, szeroki skierowany w dół. Górne są jednolite z jasnym konturem lub nakrapiane. Duży dolny listek okwiatu jest zwykle dwubarwny, np. koloru białego i fioletowego lub purpurowego.

## Systematyka
Synonimy
Zygopetalum Lindley (Gen. Sp. Orch. Pl. 187. Jan 1833) – wariant ortograficzny
Pozycja systematyczna według Angiosperm Phylogeny Website (aktualizowany system APG III z 2009)
Jeden z rodzajów podplemienia Zygopetalinae z plemienia Cymbidieae w obrębie podrodziny epidendronowych (Epidendroideae) z rodziny storczykowatych (Orchidaceae). Storczykowate są kladem bazalnym w rzędzie szparagowców Asparagales w obrębie jednoliściennych.
Pozycja w systemie Reveala (1994-1999)
Gromada okrytonasienne (Magnoliophyta Cronquist), podgromada Magnoliophytina Frohne & U. Jensen ex Reveal, klasa jednoliścienne (Liliopsida Brongn.), podklasa liliowe (Liliidae J.H. Schaffn.), nadrząd Lilianae Takht., rząd storczykowce (Orchidales Raf), podrząd Orchidineae Rchb., rodzina storczykowate (Orchidaceae Juss.), plemię Zygopetaleae Pfitzer, rodzaj zygopetalum (Zygopetalum Hook).
Gatunki
- Zygopetalum brachypetalum Lindl.
- Zygopetalum crinitum G.Lodd.
- Zygopetalum ghillanyi Pabst
- Zygopetalum graminifolium Rolfe
- Zygopetalum maculatum (Kunth) Garay
- Zygopetalum maxillare G.Lodd.
- Zygopetalum microphytum Barb.Rodr.
- Zygopetalum mosenianum Barb.Rodr.
- Zygopetalum pabstii Toscano
- Zygopetalum reginae Pabst
- Zygopetalum sellowii Rchb.f.
- Zygopetalum silvanum V.P.Castro & Campacci
- Zygopetalum sincoranum V.P.Castro & Campacci
- Zygopetalum triste Barb.Rodr.